# Zsófia
Zsófia [ˈʒoːfijɒ] ist ein weiblicher Vorname. Er ist die ungarische Variante von Sophia.
Das Diminutiv des Vornamens ist Zsófika.

## Bekannte Namensträgerinnen
- Zsófia Bakos (* 1991), ungarische Biathletin
- Zsófia Bán (* 1957), ungarische Schriftstellerin, Essayistin und Literatur- und Kunstkritikerin
- Zsófia Boros (* 1980), ungarische Gitarristin
- Zsófia Dolník-Domány (* 1988), ungarische Schachspielerin
- Zsófia Fegyverneky (* 1984), ungarische Basketballspielerin
- Zsófia Gottschall (* 1978), ungarische Biathletin und Skilangläuferin
- Zsófia Horváth (* 1989), ungarische Badmintonspielerin
- Zsófia Kovács (Badminton) (* 1984), ungarische Badmintonspielerin
- Zsófia Kovács (Triathletin) (* 1988), ungarische Triathletin
- Zsófia Polgár (* 1974), ungarische Schachspielerin
- Zsófia Rácz (* 1988), ungarische Fußballspielerin
- Zsófia Reisinger (* 1989), ungarische Wasserspringerin
- Zsófia Tóth (* 1989), ungarische Triathletin
- Zsófia von Ungarn (* um 1133; † an einem 15. September nach 1150), Tochter von König Béla II. von Ungarn